# Вейкко Гуовінен
Ве́йкко Йо́ганнес Гу́овінен (фін. Veikko Johannes Huovinen; *7 травня 1927 — †4 жовтня 2009) — фінський письменник, один з найпопулярніших літераторів Фінляндії 1950-60-х років. Автор 37 книжок, більшість з яких просякнуто своєрідним «чорним гумором» (зокрема на політичні теми).

## Біографія
Коли Гуовінену було 6 місяців, його родина переїхала до містечка Соткамо, де він і жив до самої смерті. У дитинстві мав репутацію хлопця з добрими манерами, і вже тоді писав різні парадоксальні історії. Поступив до Вищої школи у Каяані, але перервав навчання через мобілізацію 1944 — він став одним з автоматників Фінської Армії, яка в цей час воювала і з СРСР, і з Німеччиною. 1946 він навчався в Гельсинському університеті, але закінчив освіту у Лісовій академії, отримавши кваліфікацію лісівника (1952).
Г. працював за фахом з 1953 по 1956, а потім почав займатися літературою професійно. Він був одружений, мав трьох дітей.

## Літературна творчість
Гуовінен почав писати 1949, коли працював на пожежному посту в невеличкому селі. Його перша новела «Hirri» надрукована 1950, одразу за нею Г. видав найвідоміший свій твір «Мислитель із Гавукка-аго» (Havukka-ahon Ajattelija, 1952). Дії двох цих творів відбуваються у північному регіоні Кайнуу, написані в унікальному гуморному стилі та своєрідною мовою. Головний герой «Мислителя із Гавукка-аго»", Конста Пюлккянен, став поширеним персонажем у сучасному фінському фольклорі — він є носієм архетипу сільського, лісового філософа.
Твори Г. ніколи не були позбавлені іскристого гумору, але після того, як автор перейнявся філософією пацифізму, у його творчості відчутний вплив «чорного гумору». Найкращий приклад цього — трилогія «Три демонічних вусаня». Перший роман — Veitikka — про Адольфа Гітлера та його політичну кар'єру, другий — Joe-setä — про його ідеологічного близнюка Йосипа Сталіна, третій — Pietari Suuri hatun polki — про московського царя Петра Романова.
Г. був переконаний, що коли диктатори стають смішними, вони втрачають свій вплив на людей.

## Кінематографія
Твори Гуовінена неодноразово екранізувалися. Останній раз 2010 року.
- Поглинач овечок (1972), реж. Сеппо Гуунонен
- Hamsterit (MTV 1982), реж. Паулі Віртанен
- Lentsu (MTV 1990), реж. Паулі Віртанен
- Мислитель із Гавукка-аго (Havukka-ahon ajattelija, 2010), реж. Карі Вяанянен